# أغسطس ريكاردو
أغسطس ريكاردو (بالإنجليزية: Augustus Ricardo)‏ (28 مارس 1843 في المملكة المتحدة - 19 أبريل 1871 في ألمانيا) هو لاعب كريكت بريطاني (وحمل سابقاً جنسية المملكة المتحدة لبريطانيا العظمى وأيرلندا). لعب مع Hampshire county cricket teams ‏.